# Escharella teres
Escharella teres är en mossdjursart som först beskrevs av Walter Douglas Hincks 1881.  Escharella teres ingår i släktet Escharella och familjen Romancheinidae. Inga underarter finns listade i Catalogue of Life.